# Elmira Gordon
Elmira Minita Gordon (ur. 30 grudnia 1930 w Belize City, zm. 1 stycznia 2021 w Inglewood) – belizejska psycholog i polityk, gubernator generalna Belize w latach 1981–1993.

## Życiorys
Urodziła się 30 grudnia 1930 w Belize City. W latach 1946–1958 misjonarka i nauczycielka, następnie studiowała w University of Nottingham, University of Birmingham, University of Calgary i University of Toronto. W 1980 została pierwszym belizejskim psychologiem. W 1981 jako pierwsza kobieta we Wspólnocie Narodów objęła funkcję pierwszego po odzyskaniu niepodległości gubernatora generalnego Belize, którą pełniła do 1993.
Elmira Minita Gordon była uznaną artystką specjalizującą się w rzeźbie w skórze, laureatką wielu nagród, mającą samodzielne wystawy w Belize i Calgary.

## Odznaczenia
- Dama Komandor orderu św. Michała i św. Jerzego (1984)[4]
- Dama Krzyża Komandorskiego Królewskiego Orderu Wiktoriańskiego (1985)[5]